# The Sims
The Sims — відеогра 2000 року жанру симулятору життя, а також перша гра серії Sims. Геймдизайнером гри є Вільям Райт, який відомий створенням Sim-ігор. Розроблена студією Maxis, видана компанією Electronic Arts. В Північній Америці «The Sims» вийшла 4 лютого 2000. Всього для гри вийшло 7 доповнень (англ. Expansion packs). Станом на лютий 2005-го року гра продалася у 16 мільйонів копій по всьому світі, що зробило її найприбутковішою грою на PC в історії індустрії відеоігор на той час. 14 вересня 2004 вийшло продовження «The Sims 2», 2 червня 2009 — «The Sims 3», а 2 вересня 2014 — «The Sims 4».

## Ігровий процес
«The Sims» використовує комбінацію 3D та 2D графіки. Самі сіми є 3D-моделями, тоді як будинок і всі об'єкти є пререндерованими і розташовані діаметрально. Камера гри знаходиться у 2D ізометрії.
Гра зосереджена навколо сімів — людей, які живуть в СімСіті, розмовляють на сімліші та використовують валюту під назвою сімолен.
Ігровий процес знаходиться у трьох режимах: режим життя, режим будування та режим покупок. З початком гри сім'я отримує § 20,000 сімолеонів. Цей бюджет можна використати на купівлю вільного маленького будинку, який доступний в Районі. Після того як було придбано будинок, його можна перебудувати чи підкорегувати в режимі будування та розташувати меблі, декорування, освітлення та прибори для проживання. Всі об'єкти, окрім стін, парканів та шпалер розміщуються в центрі ігрових клітинок. Базова гра містить у собі біля 150 об'єктів.

### Створення персонажа
Максимальне число персонажів в одній сім'ї — вісім. При створенні персонажа гравцю спочатку потрібно вибрати стать і вік сіма, а також вписати його/її ім'я та прізвище. А після вибрати колір шкіри, варіацію обличчя, зачіску і колір волосся та одяг. Щоб створити певну поведінку сімів, потрібно обрати певний знак зодіаку. Також можна вписати біографію.

### Життя сімів

Район у The Sims

Гравець може впливати на сімів, контролюючи їх взаємодії із об'єктами та іншими сімами. До сімів можуть приходити гості, якими будуть інші мешканці району чи NPC без місця проживання. Сіми мають автоматизовану свободу волі, яку можна вимкнути в налаштуваннях гри. Проте навіть із увімкнутою свободою волі, сіми не можу самі по собі шукати роботу, сплачувати рахунки, зачинати дітей. Скасовувати обрані дії можна клацаючи на іконці у верхньому лівому кутку екрану. В «The Sims» сіми не помирають від старості. Діти не можуть дорослішати, тому сім-дитина завжди буде лишатися дитиною.
Гравець приймає рішення по кількості витраченого часу на збільшення навичок сімів, таких як: кулінарія, харизматичність, логіка, творчість тощо. Щоденні потреби сімів включають: голод, комфорт, гігієну, потреби сходити в туалет, сон, веселість, соціальні потреби, потреби у красі оточення. Якщо ці потреби не задовольняти, сім почне сумувати і з часом може померти. На додаток сіми мають підтримувати бюджет сім'ї, ходячи на роботу та сплачуючи рахунок за будинок. Підвищення на роботі можна отримати після збільшення певних навичок та заведення певної кількості друзів. В грі існують десять різних кар'єр, різні рівні зарплатні та різна довжина робочого часу. Як альтернатива, сіми можуть створювати різні витворити мистецтва і продавати їх за сімолеони.
Оскільки першочергово гра створювалася як архітектурний симулятор, в грі присутня велика кількість можливостей впливати на вигляд, функціювання та практичність будинку, в якому мешкає сім. В грі можна побудувати двоповерхові будинки та басейни.
Гра не має визначеної цілі чи кінця. Сіми можуть померти від голоду, втопившись, згорівши при пожежі чи від електричного струму. Коли сім помирає, на його місці з'являється надгробок (якщо смерть відбулася на вулиці) або похоронна урна (якщо всередині приміщення); іноді привиди померлих сімів можуть пересуватися по території по ночам. Якщо два сіми в сім'ї довгий час будуть мати скандали, один із них покине лот і більше не повернеться. Дітей будуть забирати до військового училища, якщо вони не справляються в школі, або по них може прийти соціальний працівник, якщо їх потреби не будуть задоволеними.

### Об'єкти
У грі знаходиться широкий вибір об'єктів, які сім може придбати собі в будинок. Об'єкти розбиті по 8 категоріям: сидячі місця, тверді поверхні, декорації, електроніка, побутова техніка, сантехніка, освітлення та інше.

## Розробка
Первинним натхненням для «The Sims» стала книга Крістофера Олександра «A Pattern Language» 1977 року по архітектурі та міському дизайні. Робота подавала архітектурний дизайн скоріше із практичного і функціонального боку, ніж лише із декоративного та візуального. Книга вплинула на геймдизайнера Вілла Райта, який захотів створити гру жанру симулятору про дизайн людської поведінки. Пізніше на гру також вплинула книга Скотта Макклауда «Understanding Comics» 1993 року, яка виступала за певний тип "співпраці" між дизайнером і споживачем, та окреслювала цінність абстракцій задля залучення читачів чи гравців до поданої історії.
Вілл Райт почав працювати над «The Sims» опісля релізу «SimAnt» в 1991. Проте оскільки продюсери скептично ставилися до ідеї геймплею, розробку гру часто відкладали. Нарешті в 1995 Райту дозволили вести розробку проекту на задньому плані, коли створювались «SimCity 2000» та «SimCopter». Гра мала кодову назву Проект Х (англ. Project X); єдиний програміст Джеймі Дурнбос, який працював над грою, в результаті став головним програмістом «The Sims». Протягом перших років розробки Райт та Дурнбос були зосереджені на відкритій системі поведінки персонажів. Під час розробки Райт зрозумів, що соціальний аспект гри буде ключовим притягаючим елементом, і команда почала фокусуватися на персонажах гри, створюючи можливість заводити довготривалі стосунки та відвідування будинків. З 1997 назва відеогри стала The Sims.

### Музика
Композиторами гри є Джеррі Мартін, Марс Руссо, Кірк Р. Кейсі та Дікс Брюс. В грі присутні 37 музичних треків. В 2007 було випущено альбом саундтреків із 15 треками. Більшість саундтреків не містять вокалу, проте на деяких присутня лірика на мові сімліш.

### Мова сімліш (simlish)
Сімліш — вигадана мова, яка використовується в іграх серії The Sims. Дебютувала вона у відеогрі «SimCopter». Сімліш також можна почути у грі «SimCity 4». Вільям Райт хотів використовувати в своїх іграх діалоги, але якщо б вони були на реальних мовах — це би значно збільшило бюджет проектів; тому було прийнято рішення створити штучну абстрактну мову.
Сімліш — це лінгвістичний гібрид між українською, французькою, тагальською мовою (одна з головних мов Філіппін) і мовою племені Навахо.

## Продажі
Гра стала бестселером незадовго після релізу. 22 березня 2002 гра «The Sims» продалась у 6,3 мільйони копій. 7 лютого 2005 продажі становили 16 мільйонів копій по всьому світі, з них 11,3 мільйонів копій на PC, залишаючи за собою по рейтингам продажів відеогру жанру квест «Myst». Вілл Райт, геймдизайнер гри, сказав, що гра стала успішною через те, була спрямована на жіночу аудиторію (за підрахунками біля 60 % геймерів), а також приваблювала казуальних геймерів.
В березні 2009 компанія Electronic Arts повідомила, що медіафраншиза The Sims продалася у більше, ніж 100 мільйонів копій.

## Рецензії та нагороди
| Агрегатор    | Оцінка                                                 |
| ------------ | ------------------------------------------------------ |
| GameRankings | (PC) 89.74% (PS2) 81.05 % (Xbox) 81.53 % (GCN) 85.80 % |
| Metacritic   | (PC) 92/100 (PS2) 83/100 (Xbox) 84/100 (GCN) 85/100    |

| Видання  | Оцінка |
| -------- | ------ |
| AllGame  | [ 19 ] |
| GamePro  | [ 20 ] |
| GameSpot | 9.1/10 |
| IGN      | 9.5/10 |

Критики прийняли гру із позитивними рецензіями. Журнал «Game Informer» поставив «The Sims» на 80-е місце у топі 100 найкращих відеоігор. В серпні 2016 журнал «Time» поставив відеогру на 31-е місце у списку 50 найкращих відеоігор всіх часів (англ. The 50 Best Video Games of All Time).
В 2000 році вебсайт «GameSpot» нагородив «The Sims» нагородою Гра року (англ. Game of the Year Award). В 2012 році «The Sims» залучили до 14 відеоігор у колекції Музею сучасного мистецтва.

## Доповнення
Відеогра «The Sims» має 7 доповнень. Загально вони додають до основної гри нові об'єкти, персонажів, скіни та функції.

### The Sims: Livin' Large
«The Sims: Livin' Large» (в Європі «The Sims: Livin' Hot Up») — перше доповнення, яке вийшло в Північній Америці 31 серпня 2000. Доповнення додає нових пресонажів, кар'єри, речі та функціональність.

### The Sims: House Party
«The Sims: House Party» — друге доповнення, яке вийшло в Північній Америці 2 квітня 2001. Доповнення дає змогу сімам влаштувати вечірки, додає нових персонажів, багато нових об'єктів та функцію закохуватися. Якщо сім влаштує дуже гарну вечірку, до нього в гості прийде Дрю Кері.

### The Sims: Hot Date
«The Sims: Hot Date» — третє доповнення, яке вийшло в Північній Америці 12 листопада 2001. Доповнення додало район під назвою Центр, до якого сіми можуть їздити на таксі. Це стало першою можливість для сімів покидати свій будинок. Сім також може запросити іншого сіма на побачення в Центр. Доповнення ввело поняття коротко- і довгострокові стосунки. У сімів з'явився інвентар і можливість дарувати подарунки іншим сімам.
Схожими доповненнями стали «The Sims 2: Nightlife» для «The Sims 2» та «The Sims 3: Late Night» для «The Sims 3».

### The Sims: Vacation
«The Sims: Vacation» (в Ірландії, Британії, Китаї та скандинавських країнах «The Sims: Livin' Hot Up») — четверте доповнення, яке вийшло в Північній Америці 28 березня 2002. Доповнення вводить для сімів можливість поїхати у відпустку. В новому районі під назвою Острів відпусток сім може обрати три види курортів: пляжний, лісовий та сніжний. Там сім може зупинитися в готелі, або жити у наметі. Також в районі можна купувати сувеніри.
Схожими доповненнями стали «The Sims 2: Bon Voyage» для «The Sims 2» та «The Sims 3: World Adventures» для «The Sims 3».

### The Sims: Unleashed
«The Sims: Unleashed» — п'яте доповнення, яке вийшло в Північній Америці 7 листопада 2002. Доповнення додає до гри домашніх улюбленців. Кішки та собаки функціонують як окремі сіми, інші тварини — у вигляді функціональних об'єктів. Гравець не може контролювати котами та собаками, а лише доглядати за ними. Доповнення також вносить до гри можливості садівництва. Насіння потрібно купувати у магазинах. Із дозрілих плодів сім може приготувати різні страви. «The Sims: Unleashed» розширяє оригінальний район із будинками сімів і додає нові житлові та громадські лоти. До громадських лотів входять магазини, кафе, парки.
Схожими доповненнями стали «The Sims 2: Pets» та «The Sims 2: Seasons» для «The Sims 2» та «The Sims 3: Pets» і «The Sims 3: Seasons» для «The Sims 3».

### The Sims: Superstar
«The Sims: Superstar» — шосте доповнення, яке вийшло в Північній Америці 13 травня 2003. Доповнення додає можливість сіму стати персоною естради. Є три направлення: модель, актор і співак. Щоб покращити свій імідж та успішність, сім маєте поїхати в район під назвою Місто студії, який функціонує як робоче місце для знаменитостей. В районі сім може зустрітись із різними знаменитостями: Авріл Лавін, Енді Воргол, Мерілін Монро, Джон Бон Джові, Крістіна Агілера, Фредді Принц молодший, Сара Маклахлан, Дженніфер Лопес, Річі Самбора.
Схожим доповненням стало «The Sims 3: Showtime» для «The Sims 3».

### The Sims: Makin' Magic
«The Sims: Makin' Magic» — сьоме і останнє доповнення, яке вийшло в Північній Америці 29 жовтня 2003. Доповнення вводить у гру можливості магії та додає новий район під назвою Місто магії. У гру вводяться можливості накладання заклять, створення чарівних кристалів та спеціальні магічні гроші, за які сім-чаклун може купувати магічні інгредієнти та нерухомість у Місті магії. Додана можливість випікання та виготовлення нектарів. На диску із «The Sims: Makin' Magic» була присутня прев'ю гри «The Sims 2».

## Збірники

### Базова гра із доповненнями
Збірники з базовою грою «The Sims» випускалися із різними варіаціями доповнень.
| Назва                          | Дата релізу на Windows | Особливості | Регіон(и)                         |
| ------------------------------ | ---------------------- | --- | --------------------------------- |
| The Sims Collector's Edition   | 23 березня 2001        | Базова гра, The Sims: Livin' Large. | Європа                            |
| The Sims Party Pack            | 2002                   | Базова гра, The Sims: House Party. | Європа                            |
| The Sims Triple Party Pack     | 2002                   | Базова гра, The Sims: Livin' It Up, The Sims: House Party. | Європа                            |
| The Sims Deluxe Edition        | 4 жовтня 2002          | Базова гра, The Sims: Livin' It Up, The Sims Creator (редактор для сімів), ексклюзивний зміст Deluxe Edition (включає 25+ ексклюзивних об'єктів та 50+ наборів одягу). | По світу                          |
| The Sims Double Deluxe         | 10 жовтня 2003         | The Sims Deluxe Edition, The Sims: House Party, бонусний зміст Double Deluxe.                                                                                          | По світу                          |
| The Sims Triple Deluxe         | 2004                   | The Sims Double Deluxe, The Sims: Vacation. | Європа                            |
| The Sims Mega Deluxe           | 25 травня 2004         | The Sims Double Deluxe, The Sims: Hot Date. | Північна Америка                  |
| The Sims Collector's Edition 2 | 2002                   | The Sims Deluxe Edition, The Sims: Hot Date, The Sims: Vacation | Австралія                         |
| The Sims Complete Collection   | 1 листопада 2005       | Базова гра, всі сім доповнень, ексклюзивний зміст Deluxe Edition, бонусний зміст Double Deluxe, The Sims Creator.                                                      | Північна Америка, Європа, Ізраїль |
| The Sims Full House            | 2005                   | Базова гра, всі сім доповнень, диск з прев'ю The Sims 2. | Австралія, Нова Зеландія          |

### Лише доповнення
Також існують збірники із доповненнями без базової гри, які випускали в Північній Америка та Британії.
| Назва                         | Дата релізу на Windows | Томи |
| ----------------------------- | ---------------------- | --- |
| The Sims Expansion Collection | 15 березня 2005        | Том один — The Sims: House Party, The Sims: Unleashed. Том два — The Sims: Hot Date, The Sims: Makin' Magic. Том три — The Sims: Vacation, The Sims: Superstar. |
| The Sims Expansion Three-Pack | 1 листопада 2005       | Том один — The Sims: House Party, The Sims: Unleashed, The Sims: Superstar. Том два — The Sims: Hot Date, The Sims: Vacation, The Sims: Makin' Magic            |

## Сиквели
Опісля релізу в 2000 році, для «The Sims» вийшло 7 доповнень (англ. Expansion packs). 14 вересня 2004 вийшло продовження відеогри — «The Sims 2», за яким послідувало 8 доповнень. 2 червня 2009 вийшла гра «The Sims 3»; відеогра має 11 офіційних доповнень. 2 вересня 2014 вийшла четверта гра із серії — «The Sims 4».
В цілому до франшизи The Sims входять:
- The Sims Online — онлайн версія «The Sims», в якій гравці можуть взаємодіяти із іншими гравцями в реал-таймі.
- The Sims 2 — сиквел до «The Sims»; друге покоління основної серії.
- The Sims Stories — спінофф серії, в якому ігровий процес зосереджений на режимі Історій.
- MySims — спінофф для Wii, в якому ігровий процес більше сфокусований на будуванні об'єктів.
- The Sims 3 — сиквел до «The Sims 2»; третє покоління основної серії.
- The Sims Medieval — спінофф серій, який зосереджений на середньовічному часі.
- The Sims Social — спінофф для Facebook.
- The Sims FreePlay — фрімиум-версія для мобільних операційних систем Android, iOS та Windows Phone.
- The Sims 4 — сиквел до «The Sims 3»; четверте покоління основної серії.
- The Urbz: Sims in the City — гра виключно для гральних консолей, ігровий процес якої зосереджений на розбудові стосунків у великому місті.

## Портування
Відеогра «The Sims» та всі доповнення до неї були портовані на Mac студією Aspyr. Гра «The Sims» була портована на Linux, використовуючи технологію WineX (комерційна версія Wine) компанії Transgaming, та була включена в збірку «Mandrake. Linux Gaming Edition» дистрбютву Mandrake Linux. Порт на Linux вийшов 12 березня 2003.
Окремі версії гри були випущені для PS2, XBox Original та Nintendo Gamecube (NGC) в 2003 році. Ігровий процес на консолях дуже подібний до PC-версії і зберігає основні елементи. До значних змін входить повна 3D-перспективна камера (замість оригінального 2D-ізометричної), більш деталізована зовнішність сімів, режим історій під назвою «Збудуй життя» (англ. Get A Life). Порти на консолі отримали позитивні рецензії від критиків; в серпні 2009 агрегатор Metacritic оцінив їх від 83 % до 85 %.
Консольні версії мають сиквел «The Sims Bustin' Out» та спінофф «The Urbz: Sims in the City».

## Фільм
В 2007 було оголошено про наміри зняти фільм по «The Sims». 25 травня 2007 права на фільм купила компанія 20th Century Fox. Стрічка мала бути зрежисована Браяном Лінчем та спродюсована Джоном Девісом.